# Rhodochrosit
Rhodochrosit, auch veraltet als Manganspat, Inkarose, Rosenspat oder Himbeerspat bekannt, ist ein häufig vorkommendes Mineral aus der Mineralklasse „Carbonate und Nitrate“ (ehemals Carbonate, Nitrate und Borate). Es kristallisiert im trigonalen Kristallsystem mit der Zusammensetzung Mn[CO3], ist also chemisch gesehen ein Mangancarbonat.
Rhodochrosit entwickelt meist rhomboedrische oder skalenoedrische Kristalle, aber auch kugelige bzw. traubige und körnige bis massige Aggregate von rosa- bis roter oder brauner, selten auch weißer Farbe bei weißer Strichfarbe. Oft tritt Rhodochrosit auch konzentrisch gebändert und mit schwarzen, krustigen Überzügen oder in Form von Kontaktzwillingen auf. Darüber hinaus bildet er verschiedene Pseudomorphosen, unter anderem nach Muscheln.
Mit einer Mohshärte von 3,5 bis 4,5 reiht sich Rhodochrosit zwischen den weichen und mittelharten Mineralen ein, er lässt sich leicht mit einem Messer ritzen. Dennoch wird er aufgrund seiner meist kräftig rosenroten bis himbeerroten Farbe und seines lebhaften Glasglanzes oder aufgrund seiner auffälligen Bänderung gerne als Schmuckstein verwendet.

## Etymologie und Geschichte
Abraham Gottlob Werner (1749–1817) benannte das Mineral aufgrund seiner chemischen Zusammensetzung und seiner guten Spaltbarkeit zunächst als Manganspat.
Von Friedrich Hausmann (1782–1859) erhielt es 1813 den bis heute gültigen Namen „Rhodochrosit“. Dieser ist abgeleitet aus der altgriechischen Sprache, wobei der erste Bestandteil des Wortes – „Rhodo-“ – dort im attischen Dialekt als ῥόδον [rʰódon] bzw. im aiolischen Dialekt βρόδον [brʰódon] „Rose(nduft)“ auftritt und schon im Mykenischen Griechisch als <wo-do-we> /u̯rodóu̯en/ „das Rosige/Rosenduftige“ belegt ist. Über das Armenische „vard“ und Lateinische „rosa“ ging er schließlich ins deutsche Wort „Rose“ über. Der zweite Bestandteil „-chrosit“ lässt sich auf χρῶμα [kʰrʰɔ̂ːma] „(Klang-)Farbe, Färbemittel“ bzw. χρώς [kʰrʰɔ́ːs] „Haut, (Haut-)Farbe“ zurückführen.
Später schlug August Breithaupt (1791–1873) alternativ noch die Namen Rosenspat und Himbeerspat vor, da er den Namen Rhodochrosit für übelklingend und schwer aussprechbar hielt.
Als Typlokalität für den Rhodochrosit gilt die „Cavnic Mine“ in Rumänien.

## Klassifikation
In der veralteten 8. Auflage der Mineralsystematik nach Strunz gehörte der Rhodochrosit zur gemeinsamen Mineralklasse der „Carbonate, Nitrate und Borate“ und dort zur Abteilung der „Wasserfreien Carbonate ohne fremde Anionen“, wo er zusammen mit Calcit, Gaspéit, Magnesit, Otavit, Siderit, Smithsonit und Sphärocobaltit die „Calcitgruppe“ mit der Systemnummer Vb/A.02 bildete.
In der zuletzt 2018 überarbeiteten Lapis-Systematik nach Stefan Weiß, die formal auf der alten Systematik von Karl Hugo Strunz in der 8. Auflage basiert, erhielt das Mineral die System- und Mineralnummer V/B.02-050. Dies entspricht ebenfalls der Abteilung „Wasserfreie Carbonate [CO3]2−, ohne fremde Anionen“, wo Rhodochrosit zusammen mit Calcit, Gaspéit, Magnesit, Otavit, Rhodochrosit, Siderit, Smithsonit, Sphärocobaltit und Vaterit die „Calcitgruppe“ mit der Systemnummer V/B.02 bildet.
Die von der International Mineralogical Association (IMA) zuletzt 2009 aktualisierte 9. Auflage der Strunz’schen Mineralsystematik ordnet den Rhodochrosit in die neu definierte Klasse der „Carbonate und Nitrate“ (die Borate bilden hier eine eigene Klasse), dort aber ebenfalls in die Abteilung der „Carbonate ohne zusätzliche Anionen; ohne H2O“ ein. Diese ist allerdings weiter unterteilt nach der Art der beteiligten Kationen, so dass das Mineral entsprechend seiner Zusammensetzung in der Unterabteilung „Erdalkali- (und andere M2+) Carbonate“ zu finden ist, wo es zusammen mit Calcit, Gaspéit, Magnesit, Otavit, Siderit, Smithsonit und Sphärocobaltit die „Calcitgruppe“ mit der Systemnummer 5.AB.05 bildet.
In der vorwiegend im englischen Sprachraum gebräuchlichen Systematik der Minerale nach Dana hat MineralName die System- und Mineralnummer 14.01.01.04. Dies entspricht wie in der veralteten 8. Auflage der Strunz’schen Systematik der gemeinsamen Klasse der „Carbonate, Nitrate und Borate“ und dort der Abteilung „Wasserfreie Carbonate“. Hier ist er zusammen mit Calcit, Magnesit, Siderit, Sphärocobaltit, Smithsonit, Otavit und Gaspéit in der „Calcitgruppe (trigonal: R-3c)“ mit der Systemnummer 14.01.01 innerhalb der Unterabteilung „Wasserfreien Carbonate mit einfacher Formel A+CO3“ zu finden.

## Kristallstruktur
Rhodochrosit kristallisiert isotyp mit Calcit trigonal in der Raumgruppe R3c (Raumgruppen-Nr. 167) mit den Gitterparametern a = 4,77 Å und c = 15,63 Å sowie 6 Formeleinheiten pro Elementarzelle.

## Eigenschaften

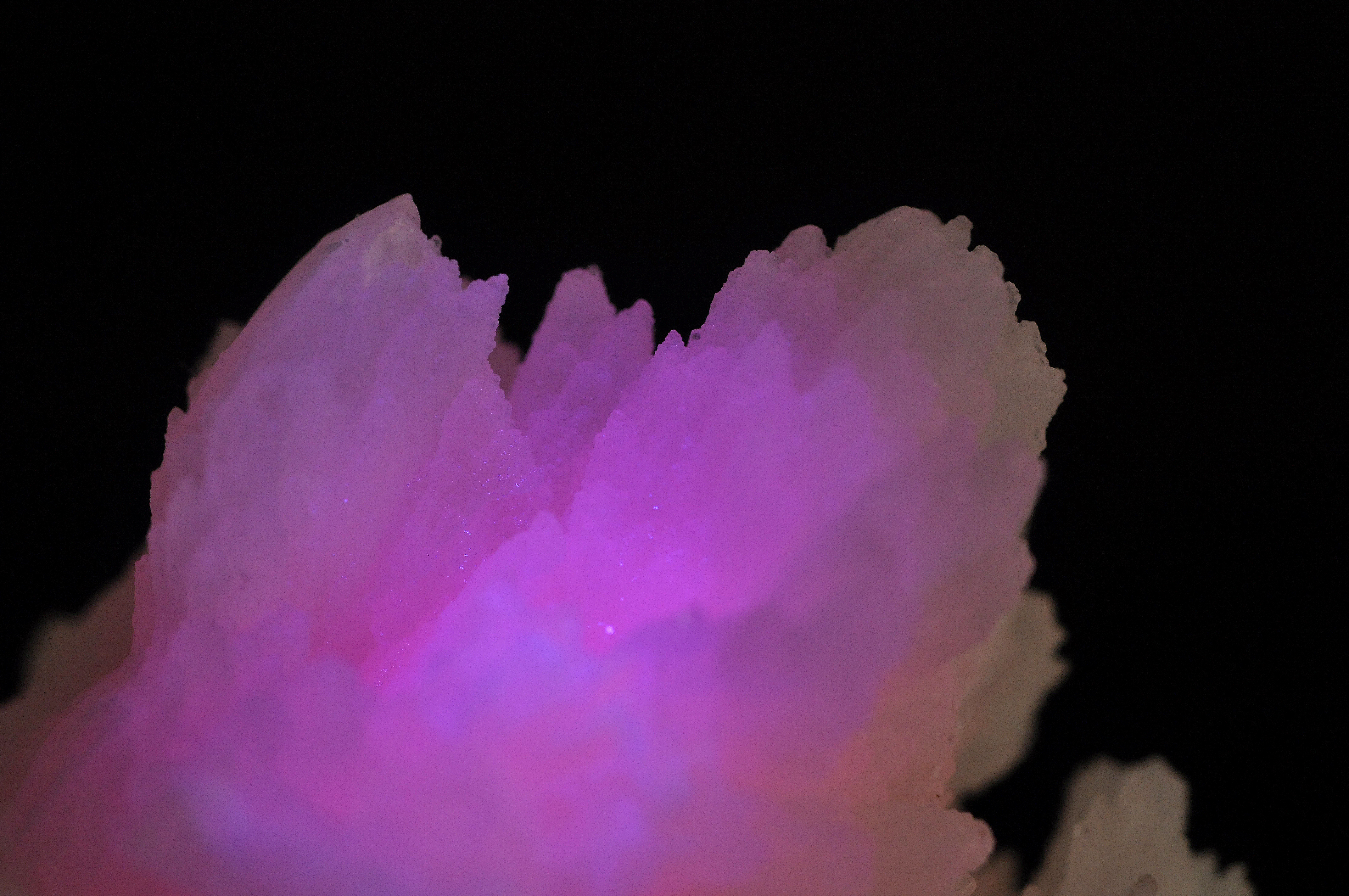
Fluoreszierender Rhodochrosit aus Rumänien

Rhodochrosit ist leicht löslich in warmen Säuren und zerfällt (dissoziiert) bei etwa 650 °C.
Selten finden sich auch Rhodochrosite, die unter UV-Licht rosa-violett fluoreszieren.

## Bildung und Fundorte

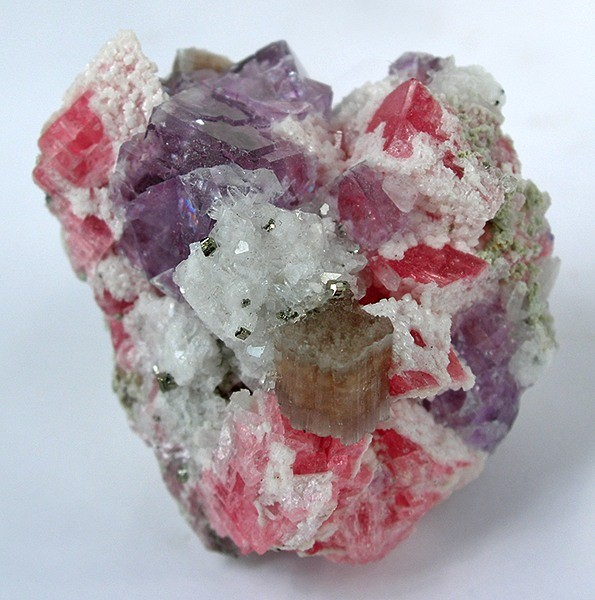
Paragenese aus Rhodochrosit, Apatit (bräunlich), Fluorit (violett), Quarz (farblos) und einigen winzigen Pyritwürfeln aus Cangwu, China

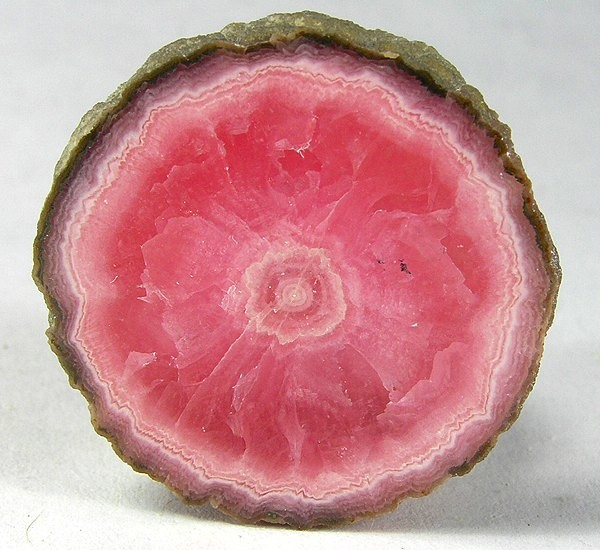
Gebänderter Rhodochrosit aus Andalgalá, Catamarca, Argentinien

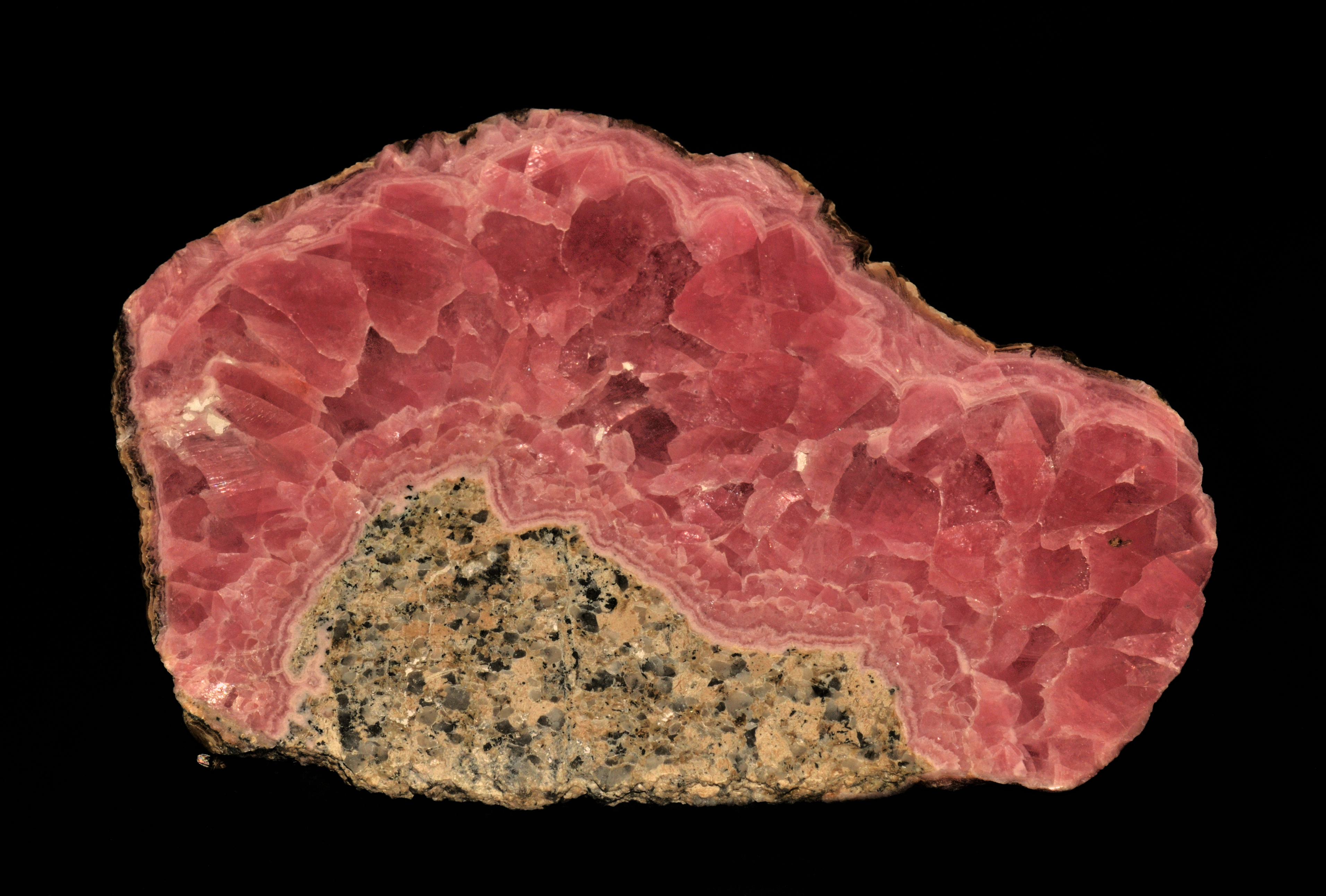
Rhodochrosit aus Argentinien mit Kristallisations-Zyklen.

Rhodochrosit bildet sich als Primärmineral in mittel- bis niedriggradigen Hydrothermal-Adern, wo er meist in Paragenese mit Baryt, Calcit, Dolomit, Fluorit, Hübnerit, Pyrit, Quarz, Siderit, Sphalerit und Tetraedrit gefunden wird; oder aber in manchen metamorphen Gesteinen sedimentären Ursprungs meist zusammen mit Alabandin, Granat, Hausmannit und Rhodonit.
Die klassische Bänderung entsteht ähnlich wie bei Kalk-Tropfsteinen durch Wassereinfluss und die damit verbundene schichtweise Ablagerung des im Wasser gelösten Minerals. Die schwankende Mineralienkonzentration des Wassers bildet unterschiedliche Ablagerungsschichten und dadurch die charakteristische Musterung.
Weltweit konnte Rhodochrosit bisher (Stand: 2011) an rund 1400 Fundorten nachgewiesen werden. Neben seiner Typlokalität „Cavnic Mine“, die auch für ihre rosafarbigen, kugeligen bis nierigen Aggregate bekannt ist, fand sich das Mineral in Rumänien noch an einigen weiteren Orten im Kreis Maramureș sowie bei Baia de Arieș und Roșia Montană im Kreis Alba und bei Suceava im gleichnamigen Kreis.
Erwähnenswert aufgrund ihrer bedeutenden Rhodochrositfunde ist unter anderem die „Sweet Home Mine“ bei Alma (Colorado), in der bis zu 15 cm große, rhomboedrische Kristalle zutage traten. Bis zu 10 cm große, skalenoedrische und kräftig dunkelrote Kristalle wurden in den südafrikanischen N’Chwaning Minen 1 und 2 bei Kuruman gefunden und etwa 8 cm große Rhodochrositrhomben fanden sich in Silverton (Colorado). Fundort schöner Kristalle des Minerals war auch die Grube Wolf im Siegerland sowie kleinere Erzgruben im Rheingau (Geisenheim) und bei Bingen (Waldalgesheim) in Deutschland.
Wichtige Lagerstätten des Minerals liegen in Butte im US-Bundesstaat Montana, wo das Mineral als Manganerz abgebaut wird, in Colorado, einem weiteren Bundesstaat der USA, daneben in Mexiko, Argentinien, Brasilien, den afrikanischen Staaten Gabun und Südafrika sowie in Rumänien, Russland und Japan.
Weitere Fundorte sind Afghanistan, Armenien, Australien, Belgien, Bolivien, Bosnien und Herzegowina, Brasilien, Bulgarien, Chile, China, Ecuador, Finnland, Frankreich, Gabun, Georgien, Ghana, Griechenland, Grönland, Honduras, Indien, Indonesien, Irland, Isle of Man, Italien, Japan, Kanada, Kasachstan, Kirgisistan, Kosovo, Mexiko, Mongolei, Namibia, Neukaledonien, Neuseeland, Nordmazedonien, Norwegen, Österreich, Papua-Neuguinea, Peru, Philippinen, Polen, Portugal, Russland, Saudi-Arabien, Slowakei, Schweden, Schweiz, Spanien, Südkorea, Taiwan, Tschechien, Türkei, Ukraine, Ungarn, das Vereinigte Königreich (Großbritannien) und die Vereinigten Staaten von Amerika.
Auch in Gesteinsproben, die vom Meeresboden der Ostsee (englisch Baltic Sea) nahe der Insel Gotland in der sogenannten Gotland-Tiefe entnommen wurden, konnte Rhodochrosit (neben Rambergit) nachgewiesen werden.

## Verwendung

### Als Rohstoff
Rhodochrosit dient aufgrund seines hohen Mangangehaltes von bis zu 47,8 % als wichtiges Manganerz.

### Als Schmuckstein

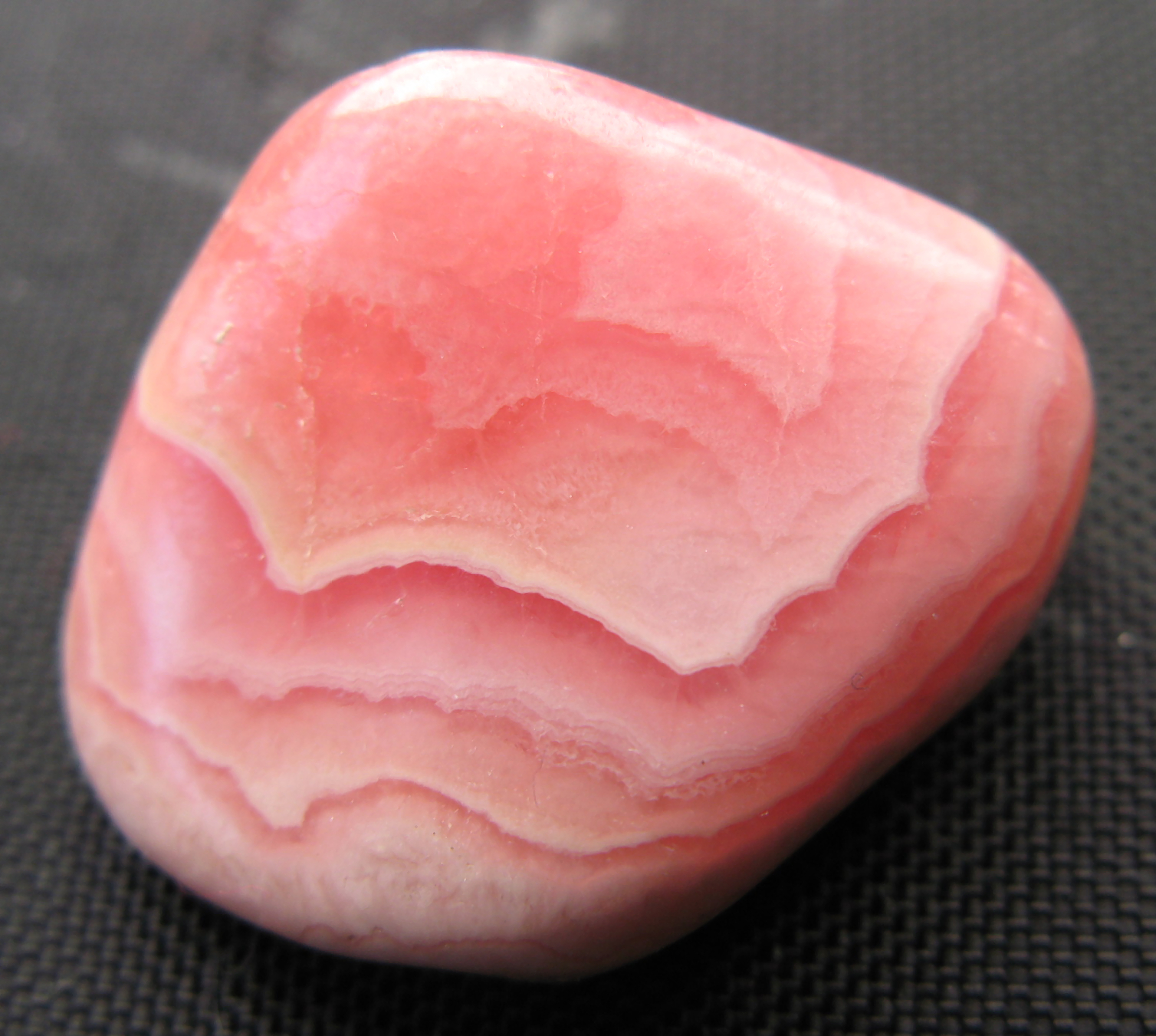
Gebänderter Rhodochrosit getrommelt

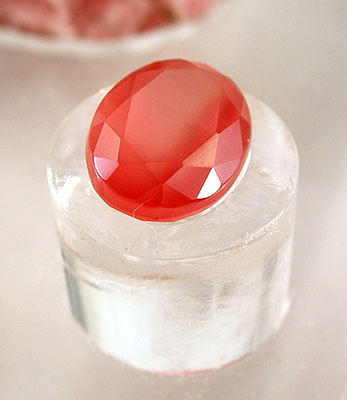
Rhodochrosit im Ovalschliff

Rhodochrosit wird etwa seit den 1950er Jahren auch als Schmuckstein verwendet. Klare Rhodochrositkristalle in Edelsteinqualität sind nur selten zu finden. Da die rosaweiß gebänderten Aggregate jedoch ähnlich auffällig gezeichnet sind wie verschiedene Achate und der Rhodonit, erfreut sich der zu Schmuck oder kunstgewerblichen Gegenständen verarbeitete Rhodochrosit zunehmender Beliebtheit. Besonders beliebt sind Schmucksteine von himbeerroter Farbe.
Um die Bänderung und Zeichnung des Steins besser zur Geltung kommen zu lassen, wird zum einen der Cabochon-Schliff und zum anderen die Verwendung größerer Stücke bevorzugt.
Je nachdem, welche Farbe die klaren oder auch gebänderten Varietäten des Rhodochrosits annehmen, können sie mit verschiedenen anderen Mineralen verwechselt werden, so unter anderem mit dem Feueropal, Rhodonit, Rosenquarz, Tugtupit und Turmalin.